# NASCAR-Grand-National-Saison 1950
Die NASCAR-Grand-National-Saison 1950 begann am 5. Februar 1950 auf dem Daytona Beach Road Course in Daytona Beach, Florida und endete am 29. Oktober 1950 auf dem Occoneechee Speedway in Hillsboro, North Carolina.

## Rennen 1 – Daytona Beach, Florida
Das erste Rennen der Saison fand am 5. Februar 1950 auf dem Daytona Beach Road Course in Daytona Beach, Florida statt. Joe Littlejohn gewann die Pole-Position.
Top 10 Platzierungen:
1. Harold Kite
2. Red Byron
3. Lloyd Moore
4. Al Gross
5. J. C. Van Landingham
6. Tim Flock
7. Bob Flock
8. Otis Martin
9. Buck Baker
10. Fonty Flock

## Rennen 2 – Charlotte, North Carolina
Das zweite Rennen der Saison fand am 2. April 1950 auf dem Charlotte Speedway in Charlotte, North Carolina statt. Red Byron gewann die Pole-Position.
Top 10 Platzierungen:
1. Tim Flock
2. Bob Flock
3. Clyde Minter
4. Red Byron
5. Bill Snowden
6. Glenn Dunnaway
7. Jack White
8. Fred Johnson
9. Herb Thomas
10. Huey Dunn

## Rennen 3 – Langhorne, Pennsylvania
Das dritte Rennen der Saison fand am 16. April 1950 auf dem Langhorne Speedway Langhorne, Pennsylvania statt. Tim Flock gewann die Pole-Position.
Top 10 Platzierungen:
1. Curtis Turner
2. Lloyd Moore
3. Jimmy Florian
4. Tim Flock
5. Lee Petty
6. Frank Mundy
7. Pappy Hough
8. Bob Dickson
9. Dick Linder
10. Pepper Cunningham

## Rennen 4 – Martinsville, Virginia
Das vierte Rennen der Saison fand am 21. Mai 1950 auf dem Martinsville Speedway in Martinsville, Virginia statt. Buck Baker gewann die Pole-Position.
Top 10 Platzierungen:
1. Curtis Turner
2. Jim Paschal
3. Lee Petty
4. Glenn Dunnaway
5. Clyde Minter
6. Bill Long
7. Donald Thomas
8. Buck Baker
9. Bill Rexford
10. Lloyd Moore

## Rennen 5 – Canfield, Ohio
Das fünfte Rennen der Saison fand am 30. Mai 1950 auf dem Canfield Speedway in Canfield, Ohio statt. Jimmy Florian gewann die Pole-Position.
Top 10 Platzierungen:
1. Bill Rexford
2. Glenn Dunnaway
3. Lloyd Moore
4. Lee Petty
5. Bill Blair
6. Jimmy Florian
7. Dick Burns
8. Bobby Courtwright
9. Tim Flock
10. Bob Dickson

## Rennen 6 – Vernon, New York
Das sechste Rennen der Saison fand am 18. Juni 1950 auf den Vernon Fairgrounds in Vernon, New York statt. Chuck Mahoney gewann die Pole-Position.
Top 10 Platzierungen:
1. Bill Blair
2. Lloyd Moore
3. Chuck Mahoney
4. Dick Burns
5. Lee Petty
6. Bill Rexford
7. Art Lamey
8. Jimmy Florian
9. Dick Linder
10. Dick Clothier

## Rennen 7 – Dayton, Ohio
Das siebte Rennen der Saison fand am 25. Juni 1950 auf dem Dayton Speedway in Dayton, Ohio statt. Dick Linder gewann die Pole-Position.
Top 10 Platzierungen:
1. Jimmy Florian
2. Dick Linder
3. Buck Barr
4. Curtis Turner
5. Art Lamey
6. Herschel Buchanan
7. Duane Carter
8. Lee Petty
9. Chuck Mahoney
10. Bill Rexford

## Rennen 8 – Rochester, New York
Das achte Rennen der Saison fand am 2. Juli 1950 auf den Monroe County Fairgrounds in Rochester, New York statt. Curtis Turner gewann die Pole-Position.
Top 10 Platzierungen:
1. Curtis Turner
2. Bill Blair
3. Lee Petty
4. Jimmy Florian
5. Bill Rexford
6. Dick Clothier
7. Lloyd Moore
8. Lyle Scott
9. Dick Jerrett
10. Dick Linder

## Rennen 9 – Charlotte, North Carolina
Das neunte Rennen der Saison fand am 23. Juli 1950 auf dem Charlotte Speedway in Charlotte, North Carolina statt. Curtis Turner gewann die Pole-Position.
Top 10 Platzierungen:
1. Curtis Turner
2. Chuck Mahoney
3. Herb Thomas
4. Jimmie Lewallen
5. Dick Burns
6. George Hartley
7. Donald Thomas
8. Frank Mundy
9. Tim Flock
10. Bill Snowden

## Rennen 10 – Hillsboro, North Carolina
Das zehnte Rennen der Saison fand am 13. August 1950 auf dem Occoneechee Speedway in Hillsboro, North Carolina statt. Dick Linder gewann die Pole-Position.
Top 10 Platzierungen:
1. Fireball Roberts
2. Curtis Turner
3. Dick Linder
4. Bill Rexford
5. Clyde Minter
6. Gene Austin
7. Lee Petty
8. Herb Thomas
9. Chuck Mahoney
10. Johnny Mantz

## Rennen 11 – Dayton, Ohio
Das elfte Rennen der Saison fand am 13. August 1950 auf dem Dayton Speedway in Dayton, Ohio statt. Curtis Turner gewann die Pole-Position.
Top 10 Platzierungen:
1. Dick Linder
2. Red Harvey
3. Herb Thomas
4. Lee Petty
5. Art Lamey
6. Paul Parks
7. Jack Kabat
8. Lloyd Moore
9. Joe Nagle
10. Paul Smith

## Rennen 12 – Hamburg, New York
Das zwölfte Rennen der Saison fand am 27. August 1950 auf dem Hamburg Speedway in Hamburg, New York statt. Dick Linder gewann die Pole-Position.
Top 10 Platzierungen:
1. Dick Linder
2. Fireball Roberts
3. Curtis Turner
4. Lloyd Moore
5. Jack Russell
6. Bill Rexford
7. Frank Mundy
8. Ted Chamberlain
9. Pappy Hough
10. Bill Blair

## Rennen 13, „Southern 500“ – Darlington, South Carolina
Das 13. Rennen der Saison fand am 4. September 1950 auf dem Darlington Raceway in Darlington, South Carolina statt. Curtis Turner gewann die Pole-Position.
Top 10 Platzierungen:
1. Johnny Mantz
2. Fireball Roberts
3. Red Byron
4. Bill Rexford
5. Chuck Mahoney
6. Lee Petty
7. Cotton Owens
8. Bill Blair
9. Hershel McGriff
10. George Hartley

## Rennen 14 – Langhorne, Pennsylvania
Das 14. Rennen der Saison fand am 17. September 1950 auf dem Langhorne Speedway in Langhorne, Pennsylvania statt. Wally Campbell gewann die Pole-Position.
Top 10 Platzierungen:
1. Fonty Flock
2. Bill Blair
3. Fireball Roberts
4. Lee Petty
5. Neil Cole
6. Pepper Cunningham
7. Buck Baker
8. Bill Rexford
9. Johnny Grubb
10. Kenneth Wagner

## Rennen 15, „Wilkes 200“ – North Wilkesboro, North Carolina
Das 15. Rennen der Saison fand am 24. September 1950 auf dem North Wilkesboro Speedway in North Wilkesboro, North Carolina statt. Fireball Roberts gewann die Pole-Position.
Top 10 Platzierungen:
1. Leon Sales
2. Jack Smith
3. Ewell Weddle
4. Herb Thomas
5. Gayle Warren
6. Weldon Adams
7. Jimmy Thompson
8. Jerry Wimbish
9. Bob Flock
10. Herbert Burns

## Rennen 16 – North Wilkesboro, North Carolina
Das 16. Rennen der Saison fand am 1. Oktober 1950 auf den Vernon Fairgrounds in Vernon, New York statt. Dick Linder gewann die Pole-Position.
Top 10 Platzierungen:
1. Dick Linder
2. Ted Swaim
3. Lloyd Moore
4. Tim Flock
5. Jack Reynolds
6. Bill Rexford
7. Lee Petty
8. Jimmy Thompson
9. Chuck Mahoney
10. Dick Jerrett

## Rennen 17 – North Wilkesboro, North Carolina
Das 17. Rennen der Saison fand am 15. Oktober 1950 auf dem Martinsville Speedway in Martinsville, Virginia statt. Fonty Flock gewann die Pole-Position.
Top 10 Platzierungen:
1. Herb Thomas
2. Lee Petty
3. Buck Baker
4. Fonty Flock
5. Weldon Adams
6. Fireball Roberts
7. Jack Holloway
8. Jimmy Thompson
9. Jim Paschal
10. Ted Chamberlain

## Rennen 18 – Winchester, Indiana
Das 18. Rennen der Saison fand am 15. Oktober 1950 auf dem Funk’s Speedway in Winchester, Indiana statt. Dick Linder gewann die Pole-Position.
Top 10 Platzierungen:
1. Lloyd Moore
2. Bucky Sager
3. Bill Rexford
4. Chuck James
5. Ray Duhigg
6. Carl Renner
7. Jimmy Florian
8. Chuck Garrett
9. Bud Boone
10. Buck Barr

## Rennen 19 – Hillsboro, North Carolina
Das 19. und letzte Rennen der Saison fand am 29. Oktober 1950 auf dem Occoneechee Speedway in Hillsboro, North Carolina statt. Fonty Flock gewann die Pole-Position.
Top 10 Platzierungen:
1. Lee Petty
2. Buck Baker
3. Weldon Adams
4. Tim Flock
5. Bill Blair
6. Gayle Warren
7. Ray Duhigg
8. Jim Delaney
9. Herbert Burns
10. Jack Holloway

## Punktestand am Saisonende
1. Bill Rexford 1949,5
2. Fireball Roberts 1848,5
3. Lee Petty 1590,0
4. Lloyd Moore 1398,0
5. Curtis Turner 1375,5
6. Jonny Mantz 1282,0
7. Chuck Mahoney 1217,5
8. Dick Linder 1121,0
9. Jimmy Florian 801,0
10. Bill Blair 766,0
11. Herb Thomas 590,5
12. Buck Baker 531,5
13. Cotton Owens 500,0
14. Fonty Flock 458,5
15. Weldon Adams 440,0
16. Tim Flock 437,5
17. Clyde Minter 427.0
18. Dick Burns 341,5
19. Art Lamey 320,0
20. Bob Flock 314,0
21. George Hartley 298,0
22. Gayle Warren 287,0
23. Frank Mundy 275,5
24. Jim Paschal 220,5
25. Jack White 211,5
26. Pappy Hough 207,5
27. Ray Duhigg 202,5
28. Leon Sales 200,0
29. Jimmy Thompson 200,0
30. Harold Kite 187,0
31. Neil Cole 183,5
32. Jack Smith 180,0
33. Bucky Sager 180,0
34. Red Harvey 180,0
35. Ted Swaim 180,0
36. Buck Barr 180,0
37. Pepper Cunningham 177,5
38. Ewell Weddle 173,5
39. Donald Thomas 164,0
40. Bill Snowden 163,0
41. Jimmie Lewallen 140,0
42. Chuck James 140,0
43. Dick Clothier 133,5
44. Paul Parks 124,5
45. Al Gross 124,0
46. Jack Reynolds 120,0
47. Jim Delaney 114,0
48. Carl Renner 108,0
49. Jack Holloway 107,5
50. J. C. Van Landingham 105,0

## Rekorde der Saison

### Meiste Siege
| Platz | Fahrer        | Siege |
| ----- | ------------- | ----- |
| 1     | Curtis Turner | 4     |
| 2     | Dick Linder   | 3     |

Alle weiteren Sieger der Saison 1950 hatten nur einen Sieg.

### Meiste Pole-Positions
| Platz | Fahrer        | Pole-Positions |
| ----- | ------------- | -------------- |
| 1     | Dick Linder   | 5              |
| 2     | Curtis Turner | 4              |

Alle weiteren Gewinner von Pole-Positions der Saison 1950 hatten nur eine Pole-Positions.

### Meiste Top-5-Platzierungen
| Platz | Fahrer        | Top 5 Platzierungen |
| ----- | ------------- | ------------------- |
| 1     | Lee Petty     | 9                   |
| 2     | Curtis Turner | 7                   |
| 3     | Lloyd Moore   | 7                   |
| 4     | Bill Blair    | 5                   |
| 5     | Dick Linder   | 5                   |

### Meiste Top-10-Platzierungen
| Platz | Fahrer       | Top 10 Platzierungen |
| ----- | ------------ | -------------------- |
| 1     | Lee Petty    | 13                   |
| 2     | Bill Rexford | 11                   |
| 3     | Lloyd Moore  | 10                   |
| 4     | Dick Linder  | 8                    |
| 5     | Bill Blair   | 7                    |

### Meistes Geld verdient
| Platz | Fahrer           | Verdientes Geld (US-Dollar) |
| ----- | ---------------- | --------------------------- |
| 1     | Johnny Mantz     | $ 10,835                    |
| 2     | Lee Petty        | $ 7,695                     |
| 3     | Fireball Roberts | $ 6,955                     |
| 4     | Curtis Turner    | $ 6,935                     |
| 5     | Bill Rexford     | $ 6,175                     |